# Leroy Vinnegar
Leroy Vinnegar, né le 13 juillet 1928 à Indianapolis dans l'Indiana, et mort le 3 août 1999 à Portland, en Oregon, est un contrebassiste de jazz. C'est un représentant du jazz West Coast.

## Biographie
Vinnegar s'est fait une réputation à Los Angeles dans les années 1950 et 1960. Sa spécificité était la ligne de "walking" basse, et son surnom le Walker.
Il a participé à plusieurs albums pop en particulier Saint Dominic's Preview de Van Morrison en 1972.
Il a enregistré à la fois comme leader ou comme sideman. Il est remarqué dans les années 1950 en enregistrant avec André Previn, Stan Getz, Shorty Rogers, Chet Baker, Shelly Manne, Serge Chaloff et Art Pepper (The Route (1956), The Return Of Art Pepper (1956)). Il a joué de la basse sur l'album My Fair Lady de Prévin and Manne. Début 1968 il joue de la basse acoustique sur le morceau Spanish Caravan de l'album Waiting For The Sun du groupe The Doors. Il a également participé à l'album Swiss Movement d'Eddie Harris et Les McCann en 1969.
Vinnegar a déménagé à Portland en 1986.

## Discographie

### Comme leader
- Leroy Walks! (1957; Original Jazz Classics)
- Leroy Walks Again!! (1962; Fantasy Records)
- Jazz's Great "Walker" (1964; Vee Jay)
- Glass of Water (1973; Legend Records)
- The Kid (1974; PBR International) (2005; Q-Tape Records, France)
- Walkin' the Basses (1992; Contemporary Records)

### Comme sideman
- 1955 : Conte Candoli, Lou Levy : West Coast Wailers, Atlantic Records AT 1268
- 1956 : Stu Williamson : Stu Williamson, Bethlehem Records BCP-55
- 1956 : Cy Touff : Cy Touff, His Octet & Quintet, Pacific Jazz Records PJ-1211
- 1956 : Shelly Manne and His men : More Swinging Sounds, Contemporary Records S-7519
- 1956 : Art Pepper : The Return of Art Pepper, Jazz:West Records
- 1957 : Stan Levey : Grand Stan, Bethlehem Records BCP-71
- 1957 : Richie Kamuca : Richie Kamuca Quartet, Mode Records - MOD-LP #102

Avec The Doors
- Waiting For The Sun : contrebasse dans spanish caravan

Avec Chet Baker
- Quartet: Russ Freeman/Chet Baker (Pacific Jazz, 1956)

Avec Tom Ball & Kenny Sultan
- Who Drank My Beer? (1983; Kicking Mule Records)
- Bloodshot Eyes (1986; Flying Fish Records)

Avec Joe Castro Trio
- Live at Falcon's Lair! (1956; Pablo Records) - avec Zoot Sims
- Groove Funk Soul! (1958; Atlantic Records)
- At Falcon's Lair with Joe Castro 1959

Avec Dolo Coker
- Dolo! (Xanadu, 1976)
- California Hard (Xanadu, 1977)
- Third Down (Xanadu, 1977)

Avec Sonny Criss
- Saturday Morning (1975; Xanadu Records)

Avec Kenny Dorham
- Inta Somethin' (Pacific Jazz, 1961)

Avec Kenny Drew
- Talkin' & Walkin' (Jazz: West, 1955)
- Home Is Where The Soul Is (1978; Xanadu Records)
- For Sure! (1978; Xanadu Records)

Avec Teddy Edwards
- Teddy's Ready! (Contemporary, 1960)
- Good Gravy! (Contemporary, 1961)
- Heart & Soul (Contemporary, 1962)

Avec Red Garland
- Keystones! by (1977; Xanadu Records)

Avec Eddie Harris and Les McCann
- Swiss Movement (1969; Atlantic Jazz)

Avec Elmo Hope
- Trio and Quintet|The Elmo Hope Quintet featuring Harold Land (Pacific Jazz, 1957)

Avec Eric Kloss
- First Class Kloss! (Prestige, 1967)

Avec Gordon Lee
- On the Shoulder of Giants (1994; Unity Label Group)

Avec Shelly Manne
- My Fair Lady (1956; Contemporary Records)

Avec Howard McGhee 
- Maggie's Back in Town (1961; Contemporary Records) - avec Phineas Newborn, Shelly Manne

Avec Van Morrison
- Saint Dominic's Preview (1972; Warner Bros.)

Avec Gerry Mulligan et Ben Webster
- Gerry Mulligan Meets Ben Webster (1959; Verve)

Avec Sonny Rollins
- Sonny Rollins and the Contemporary Leaders (1958, Contemporary Records)

Avec Sonny Stitt
- Sonny Stitt Blows the Blues (Verve, 1959)
- Saxophone Supremacy (Verve, 1959)
- Sonny Stitt Swings the Most (Verve, 1959)

Avec Cedar Walton
- Cedar! (Prestige, 1967)

Avec Jessica Williams
- Encounters (1994; Jazz Focus)
- Encounters II (1997; Jazz Focus)

Avec Don Wilkerson
- The Texas Twister (1960; Riverside)

Avec Serge Chaloff
- Blue Serge (1956; Capitol)